# Sociedad General de Autores y Editores
La Sociedad General de Autores y Editores (lett. "Società generale degli autori e degli editori") è un ente pubblico economico della Spagna a base associativa, preposto alla protezione e all'esercizio dei diritti d'autore.
È il corrispettivo spagnolo della SIAE italiana.